# Cotana doricrana
Cotana doricrana är en fjärilsart som beskrevs av Bethune-Baker. Cotana doricrana ingår i släktet Cotana och familjen Eupterotidae. Inga underarter finns listade i Catalogue of Life.